# Wereldmuseum Leiden
Wereldmuseum Leiden (tot 2023 Museum Volkenkunde) is sinds 1837 een Nederlands rijksmuseum in Leiden. In 1937 werd het gevestigd in een monumentaal gebouwencomplex aan de rand van het stadscentrum. Dat deed daarvoor dienst als academisch ziekenhuis. Sinds 2013 is het museum onderdeel van het Nationaal Museum van Wereldculturen.

## Geschiedenis
Het museum opende in 1837 in Leiden als de Verzameling Van Siebold. Dat maakt het museum tot een van de oudste volkenkundige musea ter wereld. Koning Willem I gaf al eerder geleerden de opdracht om collecties te verzamelen in China, Indonesië en Japan. De arts Philipp Franz von Siebold verzamelde rond 1825 veel Japanse voorwerpen. Het initiatief tot de oprichting van het museum kwam van hem.
Het museum werd later bekend als het Rijks Japansch Museum. Vanaf 1859 heette het Rijks Japansch Museum Von Siebold. In 1864 werd de naam veranderd in die van Rijks Ethnographisch Museum en in 1931 kreeg het de benaming Rijksmuseum van Ethnographie. Per 1 januari 1935 werd dat aangepast naar Rijksmuseum voor Volkenkunde. In 1993 werd het Volkenkundig Museum Justinus van Nassau te Breda, dat vanaf 1970 een dependance was van het museum, opgeheven en de collectie werd overgebracht naar Leiden. In 2005 ging de instelling Museum Volkenkunde heten. In 2013 ging het met het Afrika Museum in Berg en Dal, het Tropenmuseum in Amsterdam en het Wereldmuseum in Rotterdam deel uitmaken van het Nationaal Museum van Wereldculturen. Vanaf 2023 is de naam Wereldmuseum Leiden, onder het motto "We zijn één museum, op vier locaties".

## Collectie
De collectie bevat een groot aantal voorwerpen uit Afrika, Groenland, China, Indonesië, Japan, Korea, Latijns-Amerika, Noord-Amerika, Oceanië, Zuidwest-, Zuid-, Centraal en Zuidoost-Azië. Het museum beheert meer dan 450.000 voorwerpen en ruim 610.000 audiovisuele bronnen vanuit de hele wereld. Er is veel aandacht voor de historische ontwikkeling van culturen. Veel van de tentoongestelde voorwerpen zijn antiek, zo is er een ongeveer 1300 jaar oud Boeddha-beeld.

### Afrika
Het museum herbergt de oudste en omvangrijkste Afrikaanse collectie in Nederland. De verzameling omvat ongeveer 30.000 voorwerpen waarvan 50% afkomstig uit West-Afrika, 30% uit Centraal-Afrika, 10% uit Zuid-Afrika en 10% uit de overige gebieden van Afrika. De collectie is vooral historisch van belang. De meeste voorwerpen zijn in de 19e eeuw verzameld en zijn van grote waarde voor de Nederlandse geschiedenis en de cultuurgeschiedenis van Afrika.

### China

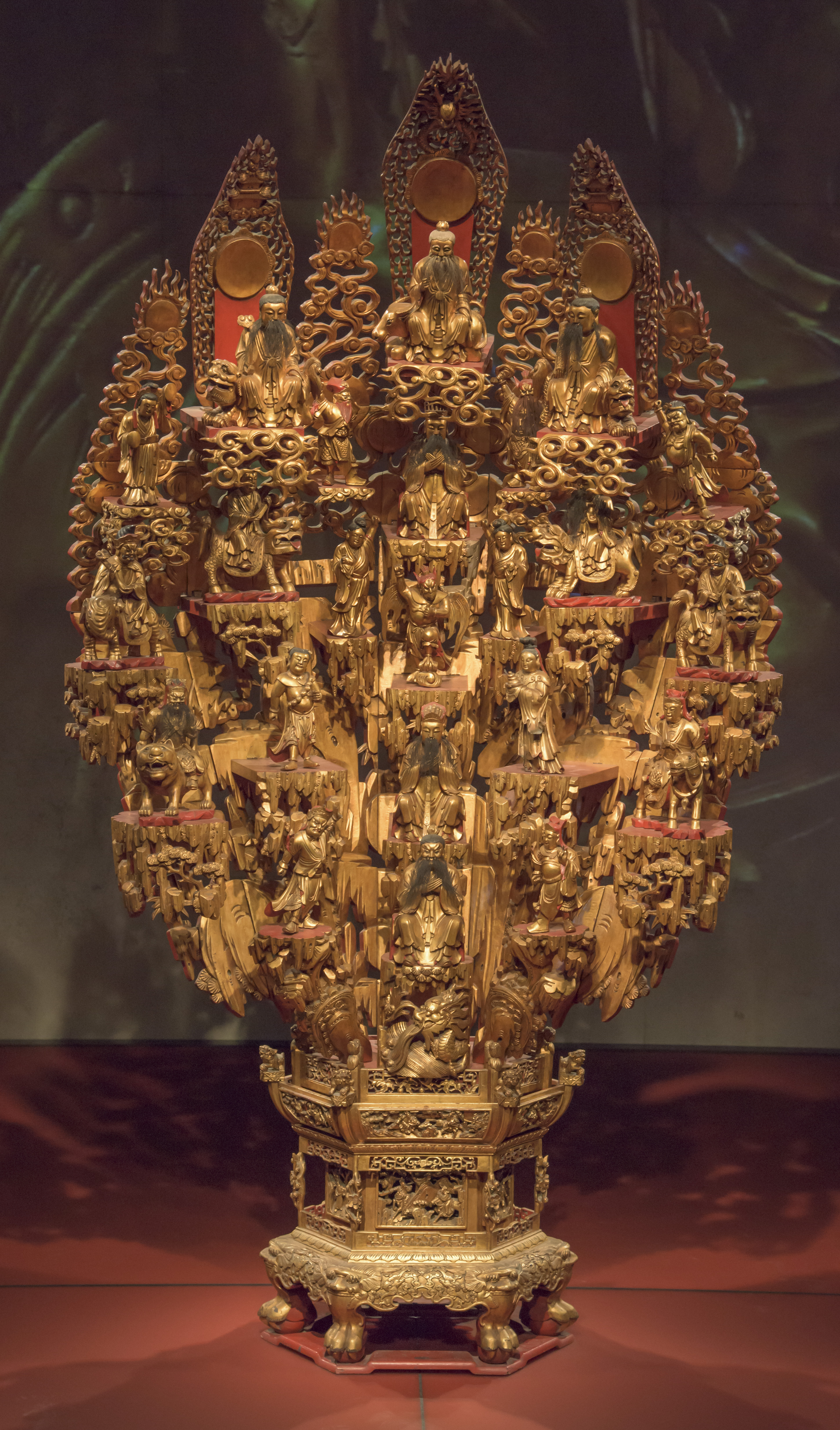
"Berg van Onsterfelijken", uit China

De China-verzameling omvat ongeveer 12.000 voorwerpen van diverse oorsprong. Het belangrijkst zijn de vroegere voorwerpen, waaronder materiaal op het gebied van rouwrituelen. Een van de opvallendste objecten in de presentatie is de Berg der Onsterfelijken. Deze bergconstructie is voor zover bekend de enige in Europa.

### Circumpolaire gebieden
De verzameling omvat ongeveer 4.000 voorwerpen. Belangrijk is de deelcollectie uit Groenland (1600 - heden), met inbegrip van een in Europa unieke deelverzameling van voorwerpen die door oud-conservator Gerti Nooter tijdens lange perioden van etnografisch veldwerk is verzameld.

### Insulair Zuidoost-Azië
De collectie van ruim 55.000 voorwerpen komt voornamelijk uit Indonesië. Een groot deel van de collectie, waaronder weefsels en batiks, gouden sieraden, krissen, voorouderbeelden en rituele voorwerpen, dateert uit de 19e eeuw. Daarnaast omvat de afdeling ook een belangrijke collectie uit de Filipijnen. In 2023 werd een aantal Hindoe-Javaanse en andere Indonesische objecten, waaronder enkele zeer belangrijke en populaire, afgestaan aan Indonesië.

### Japan en Korea

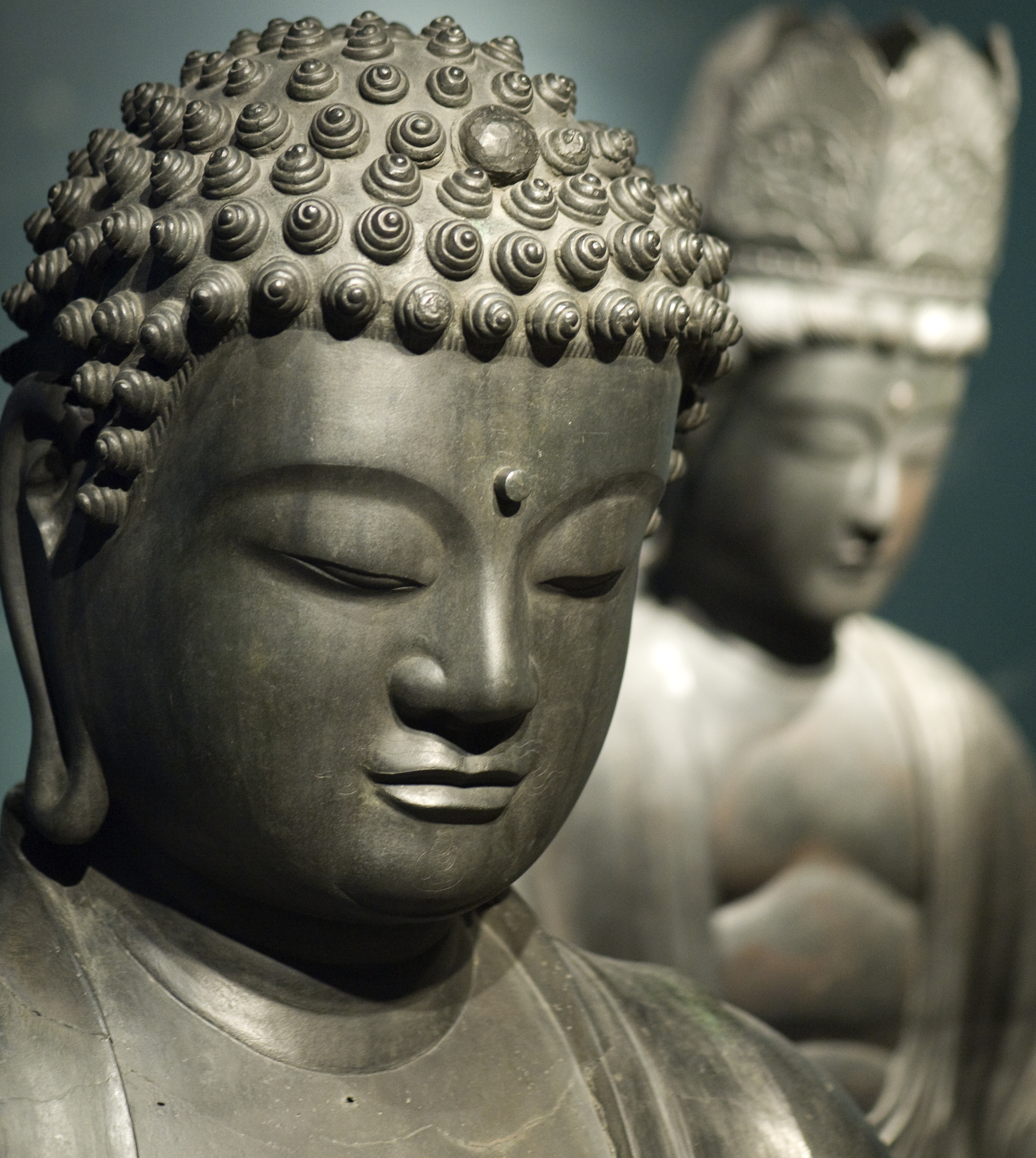
Een van de iconen van het museum: de Japanse Boeddhabeelden

De kern van deze deelverzameling van in totaal ongeveer 35.000 voorwerpen heeft betrekking op het dagelijks leven in Japan in de negentiende eeuw. De deelverzamelingen uit Korea en van de Ainu en Ryukyu behoren tot de oudste en meest belangrijke in Europa. De Boeddhazaal met Japanse Boeddhabeelden is een van de bekendste zalen in het museum.

### Midden- en Zuid-Amerika
De collectie omvat ongeveer 24.000 voorwerpen en is internationaal bekend om de deelverzameling Suriname en de goed-gedocumenteerde deelverzamelingen textiel en pre-koloniaal aardewerk uit de Andes. Tevens zijn er voorwerpen betreffende het Midden-Amerikaanse balspel en enkele belangrijke stukken uit de Mayacultuur.

### Noord-Amerika
De belangrijkste Noord-Amerikaanse deelcollectie is verzameld door Herman ten Kate, gedurende een jaar van veldwerk (1882-1883) in het zuidwesten, de Plains, en in de staat New York. De collectie omvat verder vroege voorwerpen uit het bossengebied in het noordoosten en uit de kuststreken van het noordwesten, en een deelverzameling van Pueblo-aardewerk aangelegd vanaf 1880 tot heden. Tot slot bevat de collectie Zwartvoet materiaal uit verschillende tijden en historische en hedendaagse voorwerpen voor de toeristenindustrie.

### Oceanië
De collectie bevat rituele en dagelijkse voorwerpen uit Oceanië, voornamelijk verzameld vóór 1900. Deze regionaal en cultureel sterk gevarieerde collectie van ongeveer 36.000 voorwerpen, omvat enkele monumentale en beroemde voorwerpen met internationale bekendheid. Van bijzonder belang zijn de voorwerpen uit West-Nieuw-Guinea (Irian Jaya), voornamelijk uit Kamoro, Asmat, Geelvink Baai en het Sentani Meer, en de deelcollectie van ceremoniële bastkleding, voornamelijk uit de Fiji-eilanden.

### Zuid- en vasteland Zuidoost-Azië
Deze archeologische verzameling komt uit Zuid-Azië en het vasteland van Zuidoost-Azië. Daarnaast omvat de collectie, met ongeveer 8000 voorwerpen, Indiase miniaturen, rituele objecten, sierwapens en juwelen en beeldhouwwerk.

### Midden-Oosten, West- en Centraal Azië
Deze collectie omvat ongeveer 8000 voorwerpen. Die komen voornamelijk uit Afghanistan, het Arabisch Schiereiland, Iran, Pakistan, Syrië en Turkije. Bijzonder zijn de voorwerpen uit Mekka en Jeddah die eind negentiende eeuw zijn verzameld door Ch. Snouck Hurgronje en Nederlandse consuls. Belangrijke deelcollecties zijn de negentiende-eeuwse Irancollectie, bijeengebracht door A.H.P. Hotz, en een bazaarverzameling uit Afghanistan uit de jaren zeventig van de twintigste eeuw. Tot de collectie behoort ook een kleine maar belangrijke groep uit Gandhara (in het tegenwoordige grensgebied van Pakistan en Afghanistan) afkomstige kunstvoorwerpen uit het begin van onze jaartelling.

## Directeuren
- 1837-1859: Philipp Franz von Siebold (tussen 1847 en 1859 was het beheer feitelijk in handen van de huisbewaarder Hakbijl)
- 1859-1880: Conrad Leemans
- 1880-1896: Lindor Serrurier (van 1880 tot 1882 waarnemend als conservator)
- 1896-1909: Johann Schmeltz (van 1896 tot 1897 waarnemend als directeur)
- 1909-1932: Hendrik Juynboll
- 1932-1936: Johan van Eerde
- 1937-1943: Willem Rassers
- 1943-1946: Charles Le Roux
- 1946-1955: Gottfried Wilhelm Locher
- 1955-1981: Pieter Hendrik Pott
- 1982-1990: Willem van Gulik
- 1991-2012: Steven Engelsman
- 2013-2021: Stijn Schoonderwoerd
- 2021-heden: Wayne Modest (inhoudelijk directeur)
- 2022-heden: Marieke van Bommel (algemeen directeur)

## Galerij

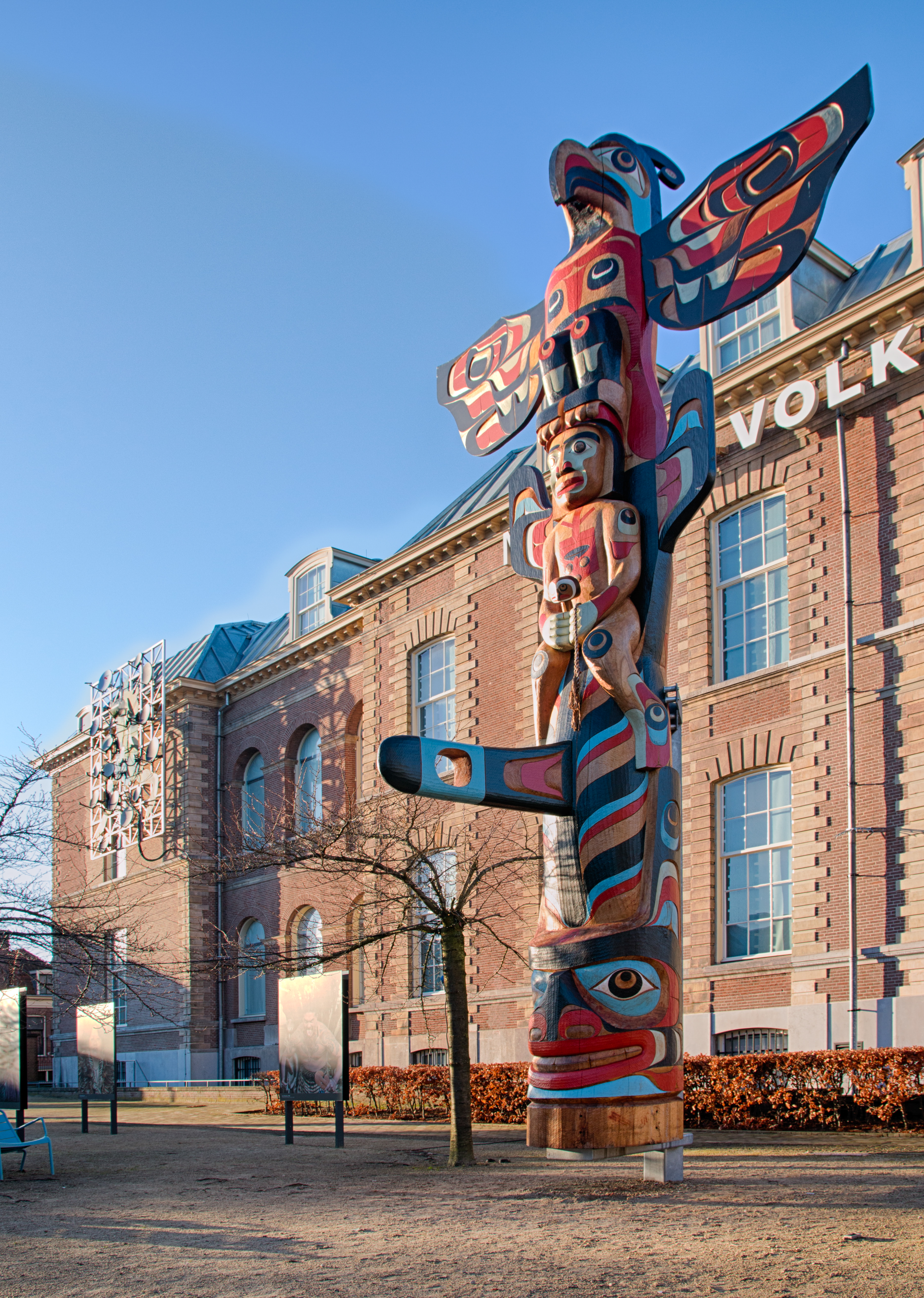
Totempaal
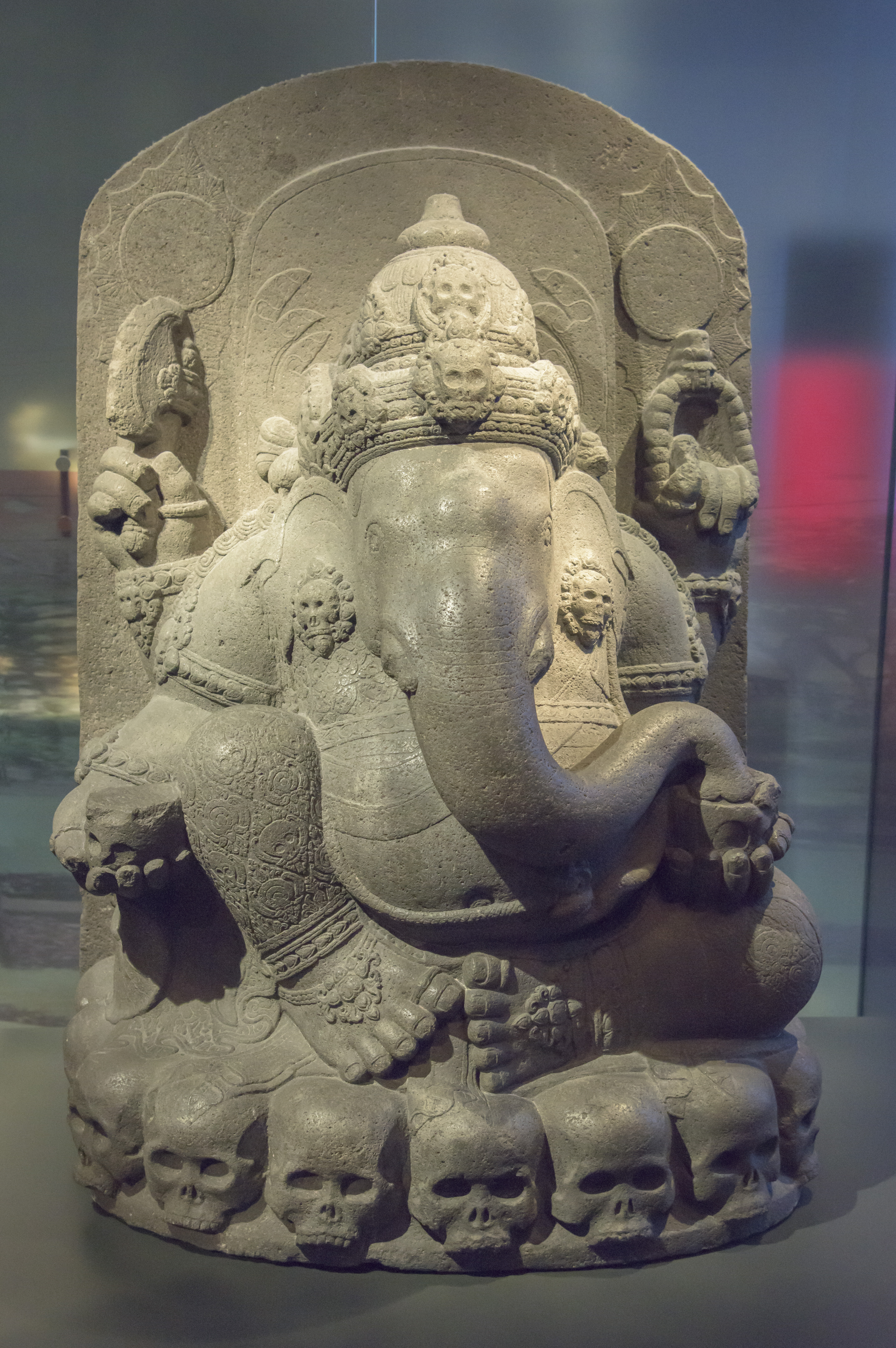
Ganesha, zittend op een ring schedels
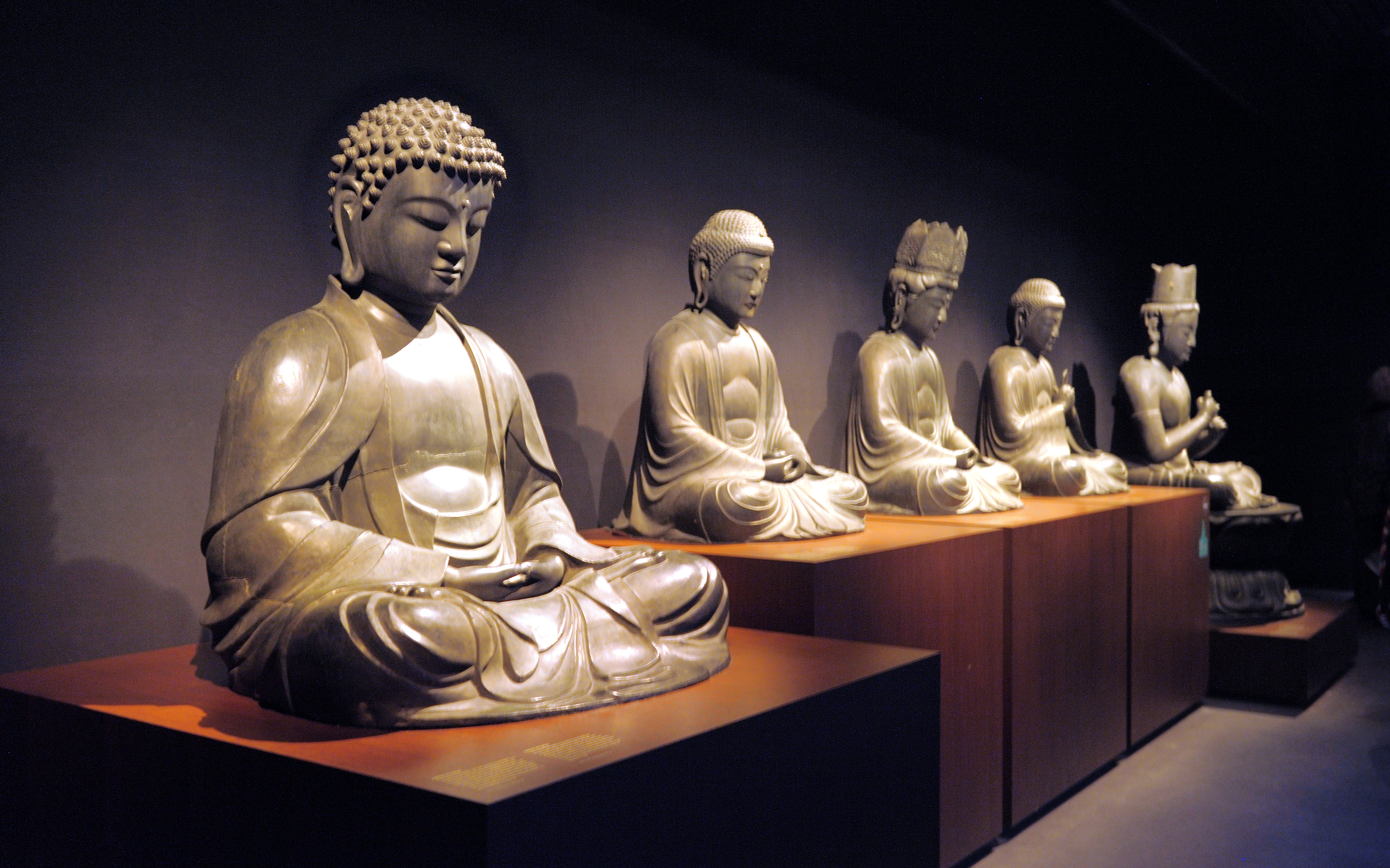
Boeddha-beelden uit Japan, verworven in 1883 op de Internationale Koloniale Handelstentoonstelling in Amsterdam
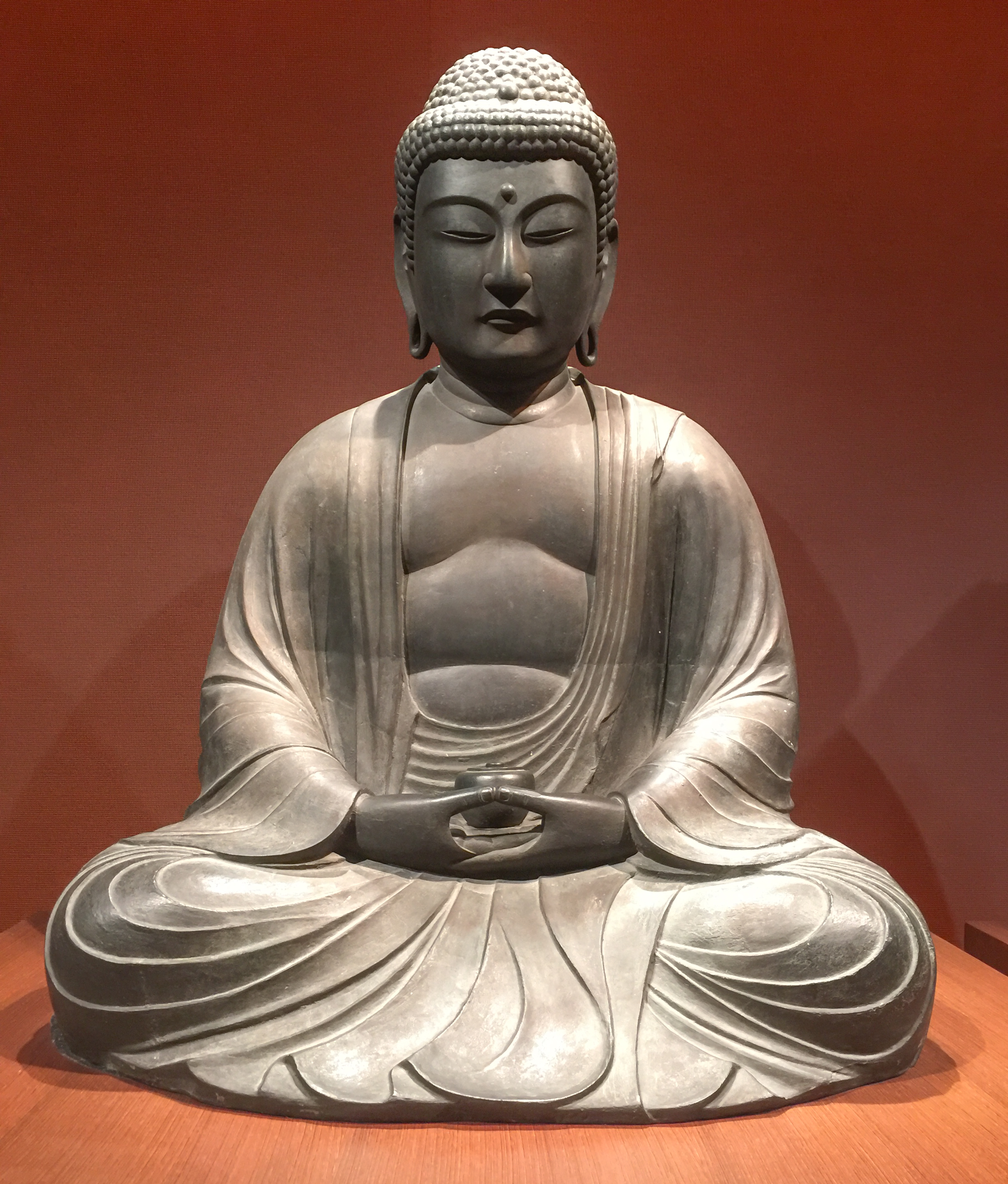
Yakushi Nyorai (de geneesheer-Boeddha), afkomstig uit een mausoleum voor Togukawa shoguns, in de Zojoji-tempel in Edo
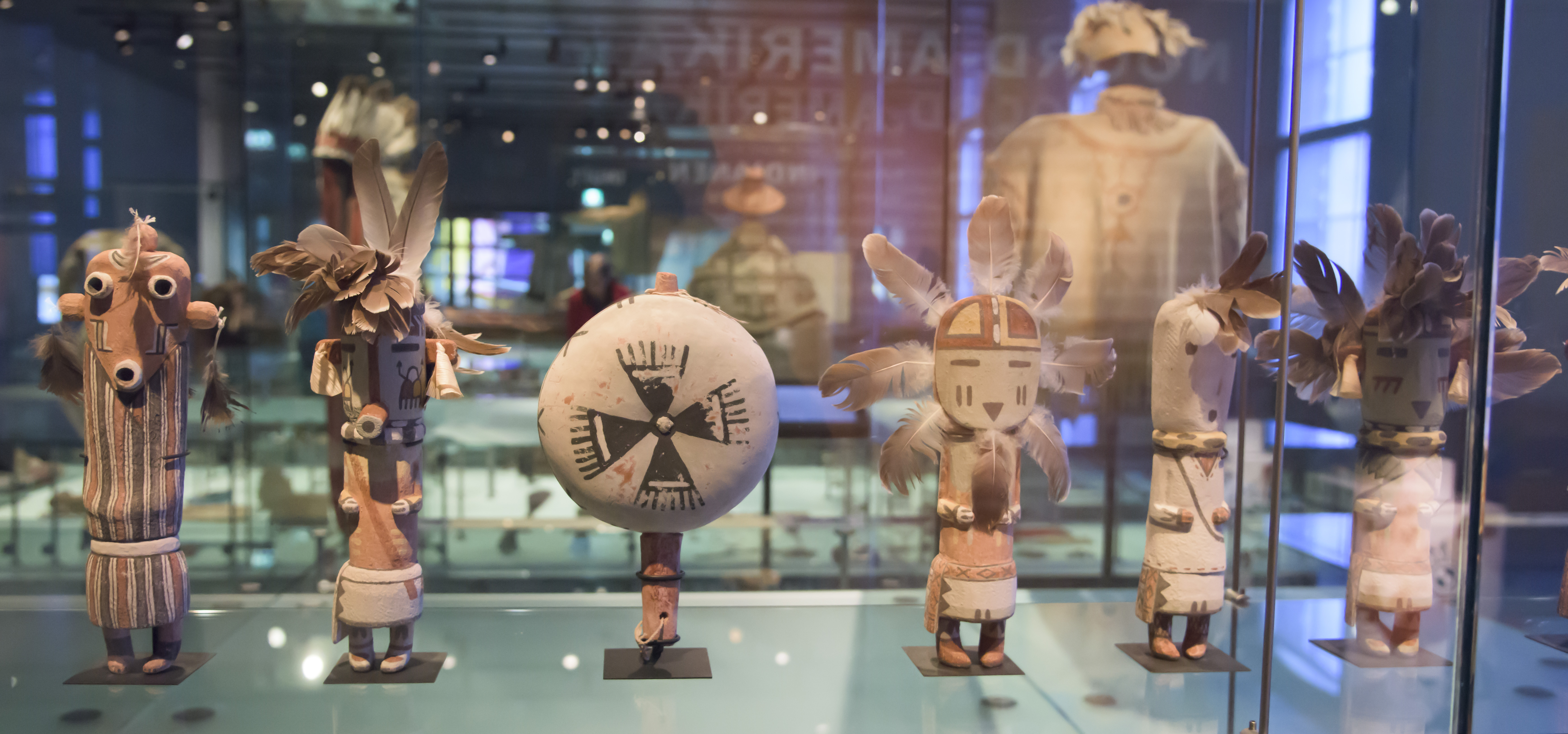
Pueblo Kachina-poppen, Zuidwest-Verenigde Staten
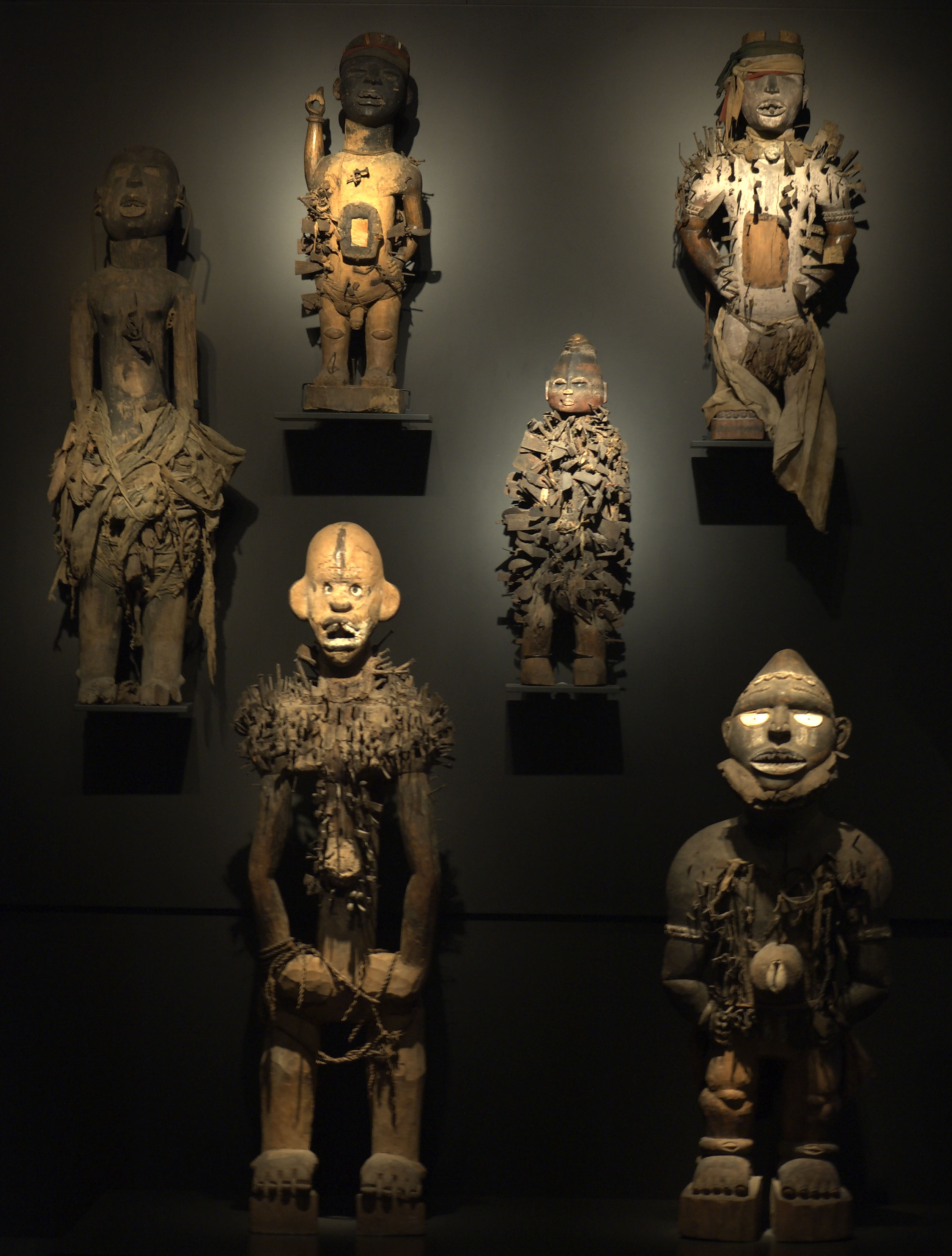
Nkisi nkondi, (Mangaaka), Centraal-Afrika, 1880-1900 n.Chr.
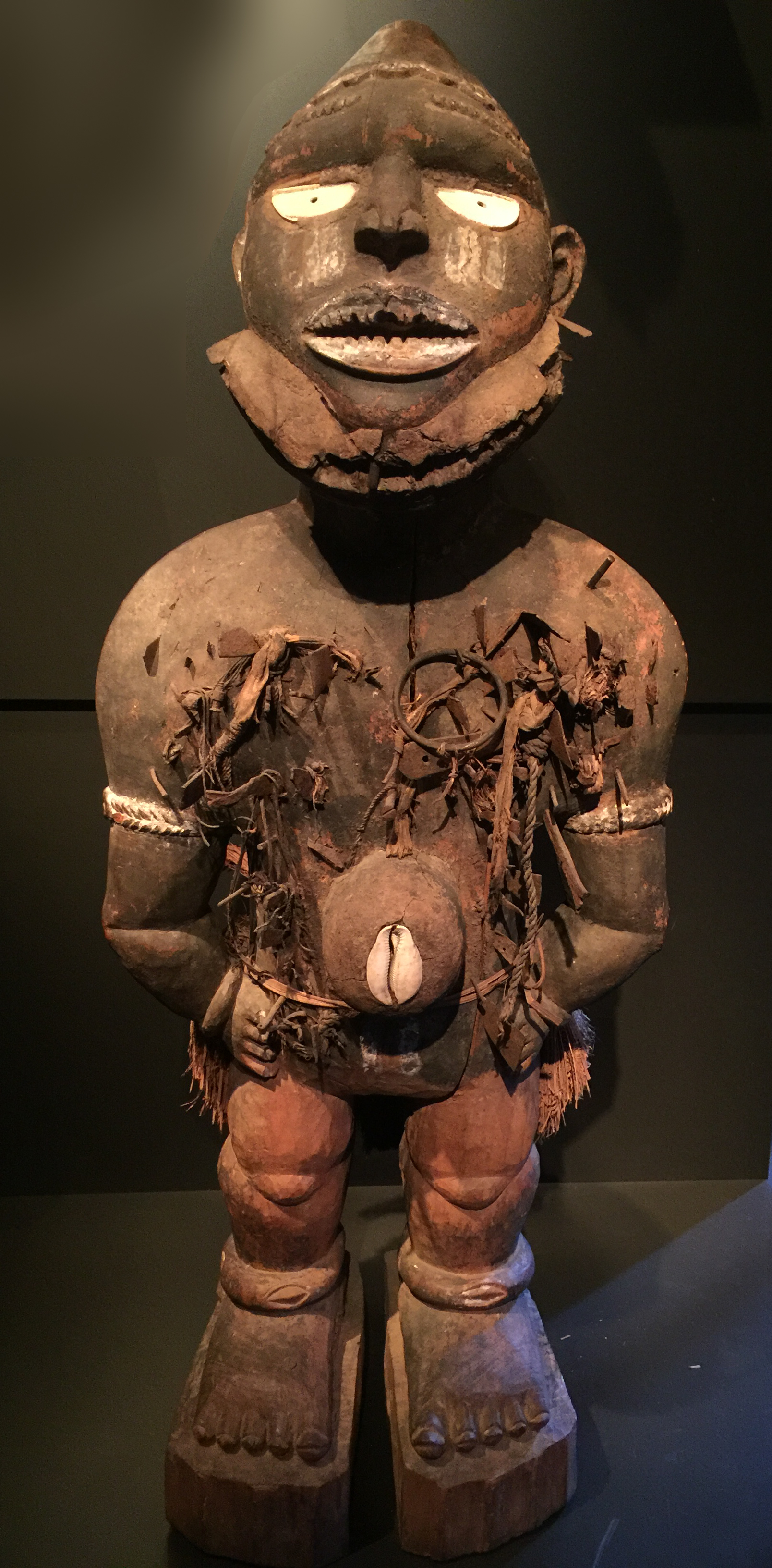
Nkisi nkondi
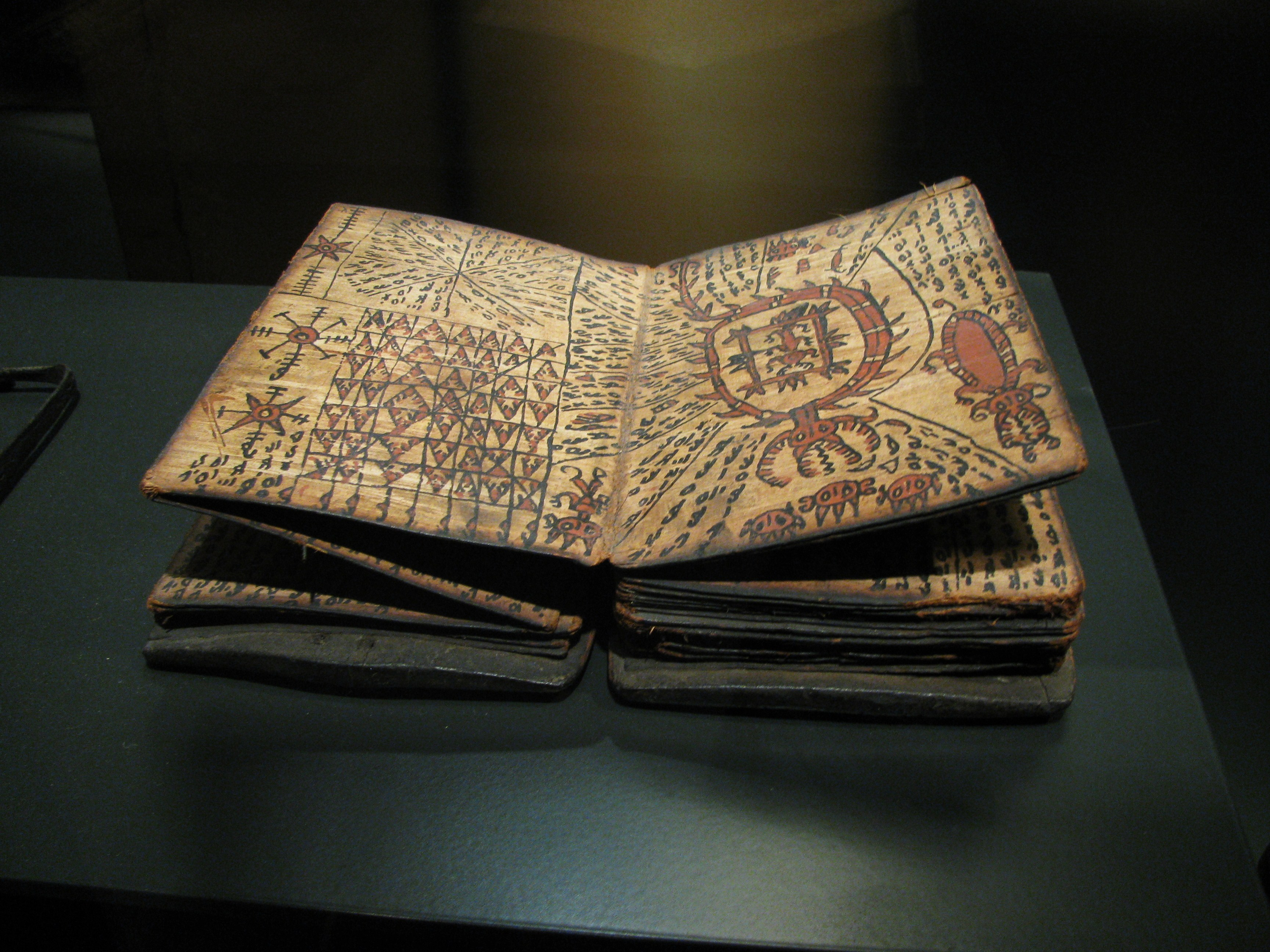
Toverboek, Batak, Indonesië
- Bioscoopjournaal uit november 1946. In het Rijksmuseum voor Volkenkunde te Leiden is onder de titel "Vijf eeuwen schaak" een tentoonstelling georganiseerd over het schaakspel in de loop van de eeuwen. Schaakspelen uit diverse landen en culturen worden geëxposeerd. De expositie wordt bezocht door de minister van Onderwijs, Kunsten en Wetenschappen, dr. J.J. Gielen.